# 今野真菜
今野 真菜（こんの まな、1994年9月21日 - ）は、日本の元女優。神奈川県出身。スターダストプロモーションに所属していた。

## 人物
- 趣味はお菓子作り、デコること。
- 特技はクラシックバレエ。

## 出演

### テレビドラマ
- エド・はるみ物語（2008年11月7日、フジテレビ） - 松浦美紀 役
- 仮面ライダーW 第17・18話（2010年1月10日・17日、テレビ朝日） - 江草茜 役

### 映画
- 斬〜KILL〜「こども侍」（2008年） - ヒロイン・百合乃 役
- 泣きたい時のクスリ（2009年） - 佐緒里 役
- 仮面ライダーW FOREVER AtoZ/運命のガイアメモリ（2010年） - 江草茜 役（友情出演）
- 七つまでは神のうち（2011年）
- Another アナザー（2012年） - 和久井桜子 役

### CM
- 大日本印刷
- 日本工業大学附属東京工業中学校・高等学校
- 任天堂Wii　WiiFit〜家族団らん編〜（2007年）
- エスビー食品「とろけるシチュー」（2007年）
- ヤマザキナビスコ「リッツサンド」（2011年）

### PV
- YUI「Never say die」（2009年）
- ナイトメア「このは」（2008年）

### 雑誌
- りぼんガールグランプリ（2005年 - 2006年）
- ディズニーファン（2007年8月号）